# 번개나무
《번개나무》(일본어: 雷桜 라이오우[*])는 일본의 에도 시대를 배경으로 한 시대극 소설을 원작으로 한 일본의 영화이다. 대한민국에서는 제15회 부산국제영화제에 공식 초청되어, 주연의 오카다 마사키와 아오이 유우, 히로키 류이치 감독이 참석했다.

## 개요
일본판 "로미오와 줄리엣"이라는 설정으로, 신분 차이의 연애를 테마로 한 사극 영화. 원작의 소설은 2000년 카도카와 서점에서 발매된 우에사 마리의 여성의 반생을 그린 시대극 소설으로, 2010년 10월 40만부를 돌파하였다. 또한 월간 Asuka에서 2010년 8월호부터 10월호까지 야다 미도리의 만화판이 연재되었다.
캐치 카피는 "여자는 사랑조차 몰랐다. 남자는 사랑을 믿지 않았다. 아름답고 이상한 그 벚꽃이 두 사람의 운명을 바꾸었다."

## 도서
- 2000년 5월 발매 ISBN 978-4-04-873221-5
- 문고판 2004년 2월 발매 ISBN 978-4-04-373901-1
- 아스카 만화 DX 버전 2010년 10월 4일 발매 ISBN 978-4-04-854537-2

## 출연
- 아오이 유우
- 오카다 마사키
- 코이데 케이스케
- 도키토 사부로
- 에모토 아키라
- 미야자키 요시코
- 와다 소코
- 스도 리사
- 와카바 류야
- 오시나리 슈고
- 무라카미 준
- 코라 켄고
- 반도 미츠고로

## 스태프
- 감독: 히로키 류이치
- 각본: 사쿠라이 사치코, 카토 마사토
- 프로듀서: 히라노 타카시
- 어소시에이트 프로듀서: 사키노 아키코, 이시구로 겐조, 야오 카스미
- 공동 프로듀서: 오카다 아리마사, 후쿠시마 사토시
- 음악: 오오하시 트리오
- 음악 프로듀서: 쿠와하타 카게노부
- 주제가: 마이카 〈마음〉
- 촬영: 나베시마 아츠히로
- 편집: 키쿠치 준이치
- 미술: 헤야 쿄코
- 의상 디자인: 쿠로사와 카즈코
- 조명: 도미야마 메이쵸우
- 녹음: 후카다 아키라
- 조감독: 미야기 노리마
- 제작사: TBS TV, 덴츠, 마이니치 방송, 도호, 주부닛폰 방송, IMJ 엔터테인먼트 (현 C & I 엔터테인먼트), TC 엔터테인먼트, RKB 마이니치 방송, WOWOW, TBS 라디오 & 커뮤니케이션즈, 아사히 신문사, 일본 출판 판매, 카도카와 서점, Yahoo! JAPAN, 홋카이도 방송, 도호쿠 방송, 니가타 방송, 시즈오카 방송, 산요 방송, 주고쿠 방송, FM 도쿄
- 프로덕션: IMJ 엔터테인먼트 (현 C & I 엔터테인먼트)
- 배급: 도호